# Truppfana
Truppfana är en fana, en dekorerad duk fäst på en stång, avsedd att bäras som militärt fälttecken.
Fanor har länge använts av militären som signal- och identifikationsmedel och i många länder, däribland Sverige, har militären fortfarande fanor för ceremoniellt bruk.

## Truppfanor internationellt

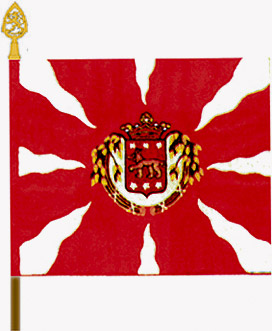
Finland: Tavastlands regemente.
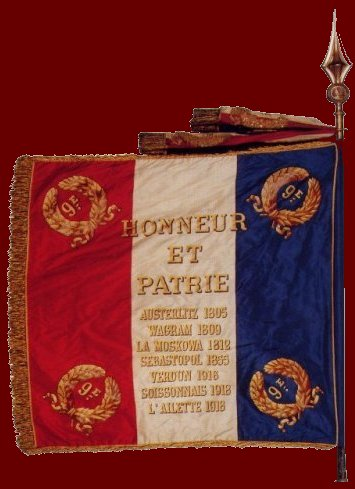
Frankrike: 9e régiment de chasseurs parachutistes  (Nionde fallskärms-jägarregementet) - med segernamn.
Israel: Tzvah Haganah LeYisrael (Israels försvarsmakt).
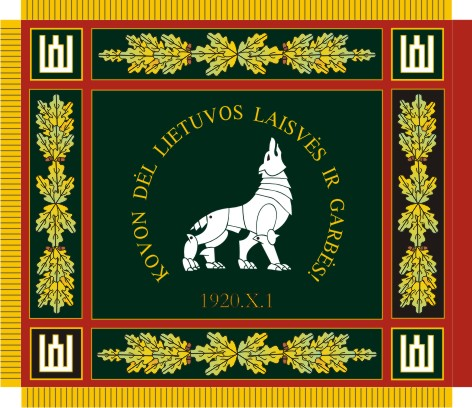
Litauen: Storfurst Kęstutis motorskyttebataljon.
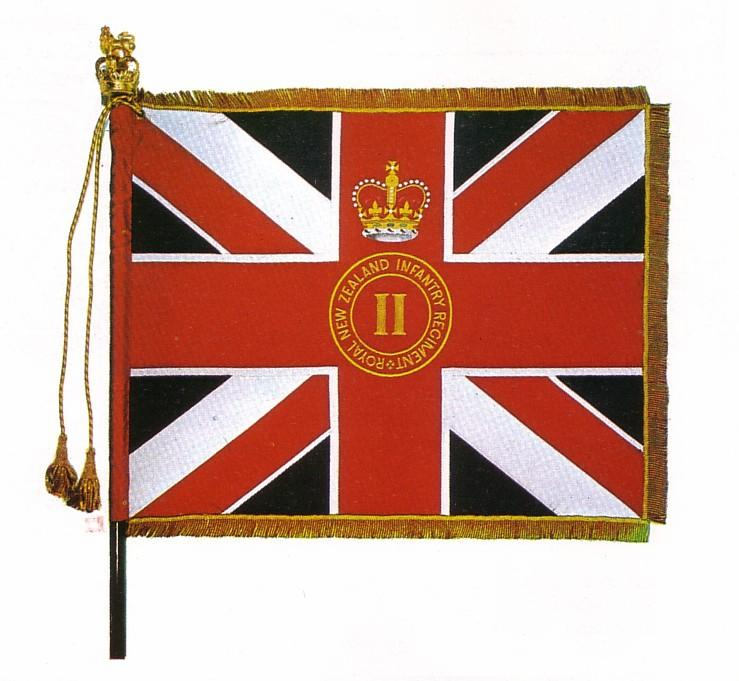
Nya Zeeland: Livfana för Second Batallion, Royal New Zealand Regiment (brittisk livfanetyp) .
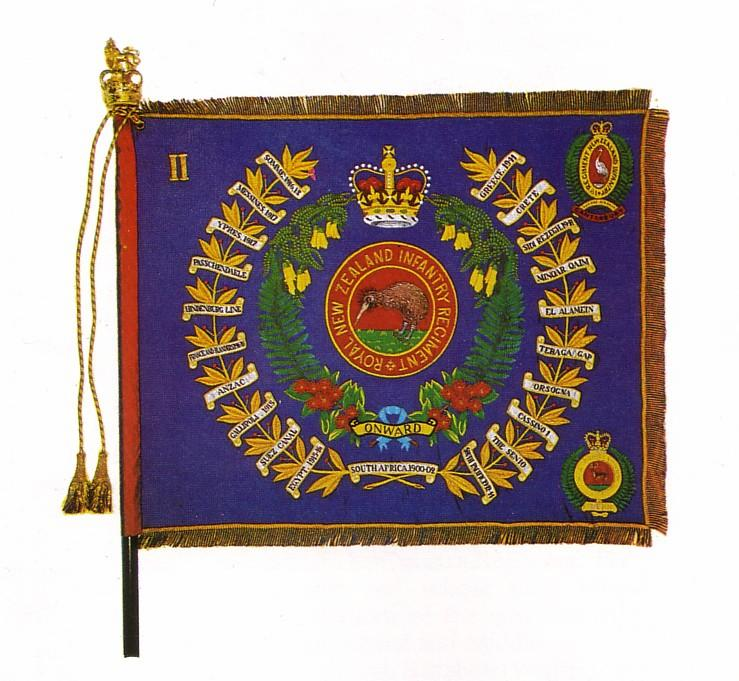
Nya Zeeland: Bataljonsfana för Second Batallion, Royal New Zealand Regiment (brittisk regementsfanetyp) - med segernamn.
Polen: 1 Pułk Pancerny (Första pansar-regementet) - med segernamn.
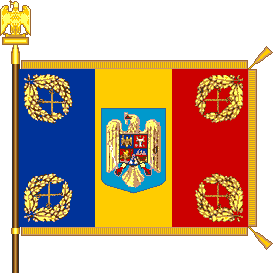
Rumänien: Förbandsfana av arméns modell.
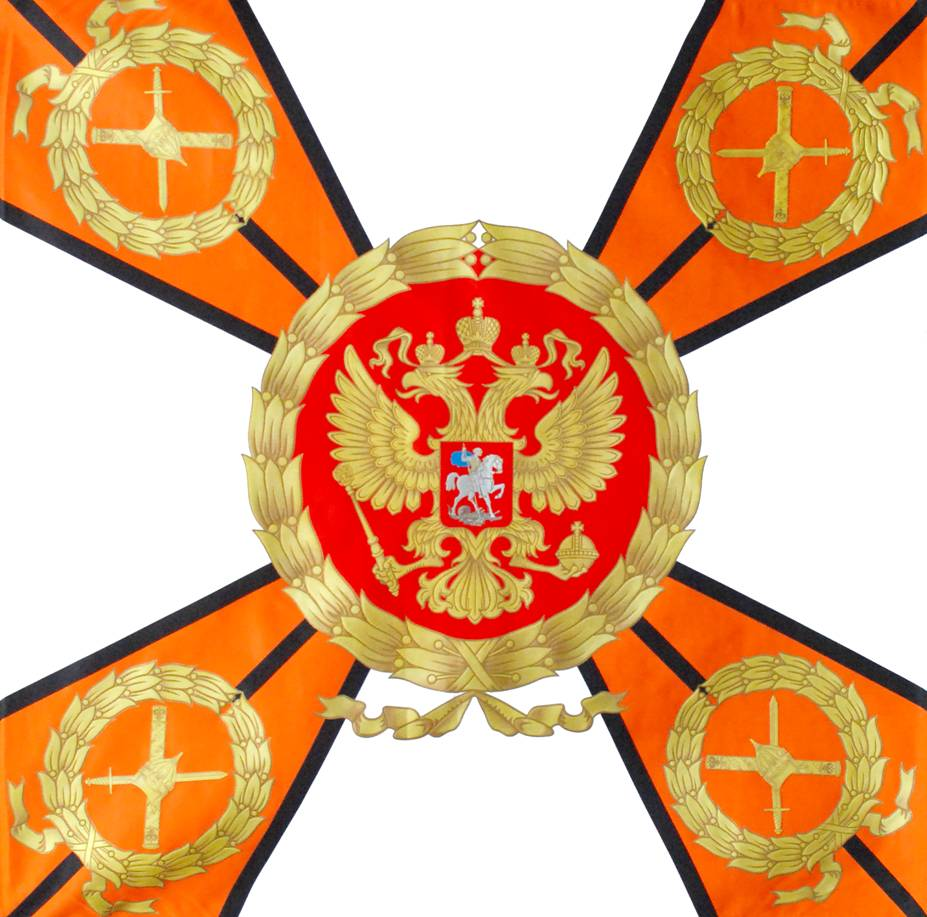
Ryssland: Военного института повышения квалификации специалистов мобилизационных органов (Militärinstitutet för vidareutbildning av mobiliserings-myndigheterna).
Tyskland: Förbandsfana för Bundeswehr.
Spanien: Regimiento de Infantería Granada nº 34 (Infanteriregementet nr. 34 "Granada").
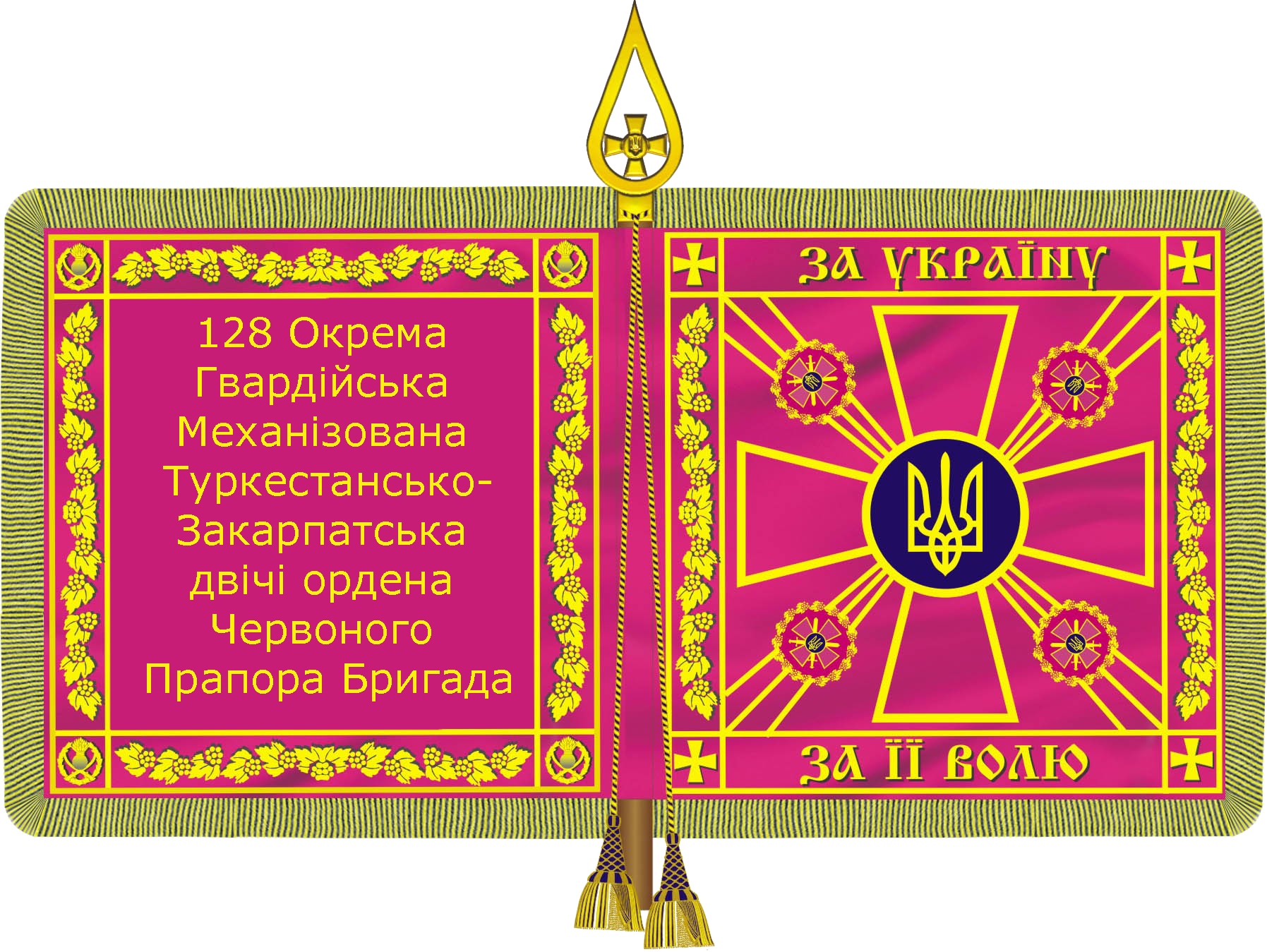
Ukraina: 128. mekaniserade brigaden.
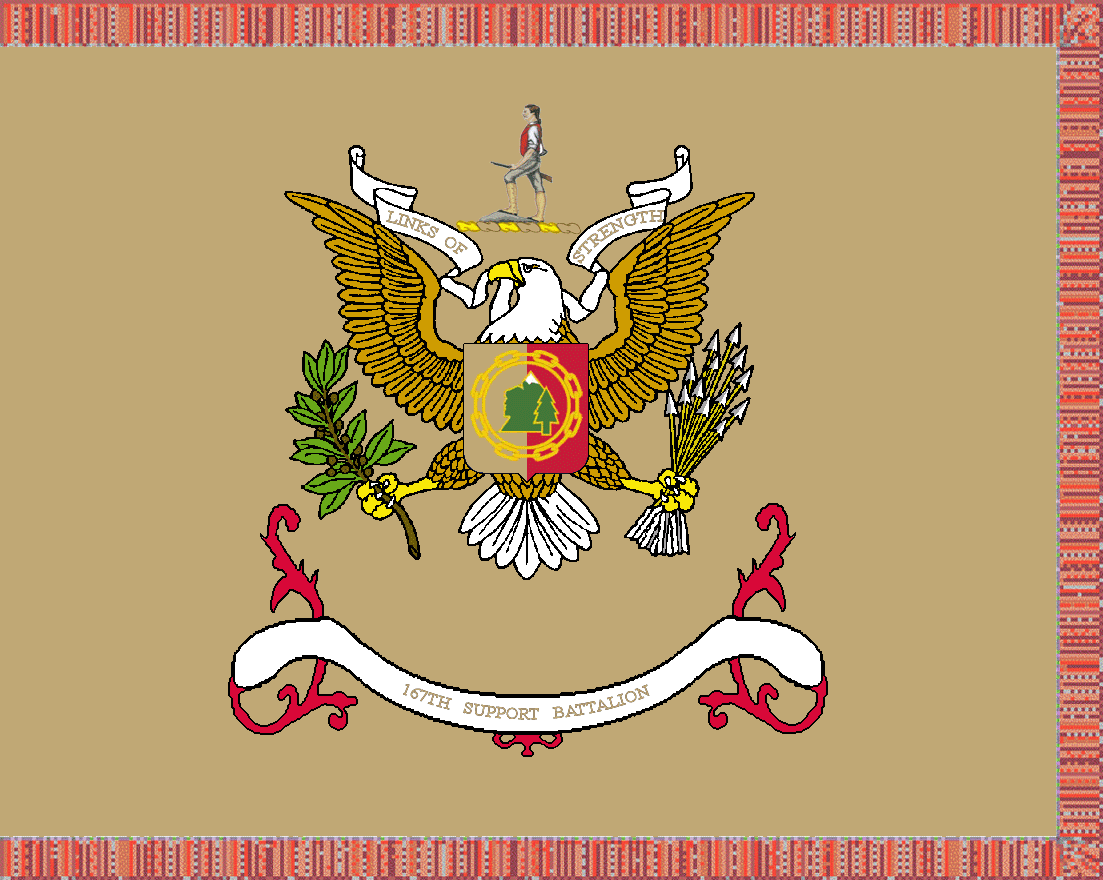
USA: 167th Support Battalion.

## Sverige
På 1500-talet kallades rytteriets truppförband i Sverige för "fana", exempelvis Upplandsfanan, medan fotfolkets förband benämndes "fänika" och de utgjorde både den administrativa och taktiska enheten. Deras förebild var motsvarande tyska förband vid Gustav Vasas värvade krigsfolk.
Kavalleriet i sedermera bemärkelse använder traditionellt inte fanor utan standar. Dragonerna, ursprungligen ett beridet infanteri, för dock så kallad dragonfana. 

### Standar
Inom artilleriet används standar av fältartilleriet och luftvärnet, medan fästningsartilleriet för fana.

## Besläktade ord
- fänika , som under medeltiden var en större grupp fotfolk, som följde en fana. Förbandet motsvarade i storlek ungefär dagens bataljon.
- fänrik (tyska: Fähnrich) var redan under medeltidens senare del benämning på den officer vid både fanan och fänikan som bar fanan. Senare övergick uppgiften att föra standaret vid ett kavallerikompani till sekundkornetten som var benämningen på den yngste officeren (kornett betecknade ursprungligen det standar som fördes vid varje kavallerikompani).
- fanjunkare, en underofficersgrad inom armén. Inom flottan är motsvarande grad flaggunderofficer. Ordet fanjunkare kommer från Fahnenjunker som förekommer inom det tyska försvaret, där det är en underofficersgrad för en soldat under officersutbildning. Graden innebar ursprungligen rätt för en Junker  att bära fanan.